# Han Suk-kyu
Pour les articles homonymes, voir Han.
Han Suk-kyu (hangeul : 한석규 ; hanja : 韓石圭 ; RR : Han Seok-gyu ; MR : Han Sŏkkyu) est un acteur sud-coréen, né le 3 novembre 1964 à Séoul (Gyeonggi).

## Filmographie partielle

### Cinéma

#### Longs métrages
- 1995 : Mom, the Star, and the Sea Anemone (말미잘) de Yu Hyǒn-mok (premier long métrage)
- 1997 : No. 3 (넘버 3) de Song Neung-han : Tae-joo
- 1997 : Le Contact (접속) de Chang Yoon-hyun : Dong-hyeon
- 1998 : Christmas in August (8월의 크리스마스) de Hur Jin-ho : Jeong-won
- 1999 : Nom de code : Shiri (쉬리) de Kang Je-gyu : Jong Won-yoo
- 1999 : La 6ème victime (텔 미 썸딩) de Chang Yoon-hyun : l'inspecteur Cho
- 2003 : Double Agent (이중간첩) de Kim Hyeon-jeong : Lim Byeong-ho
- 2004 : The Scarlet Letter (주홍글씨) de Hyuk Byun : Lee Ki-hoon
- 2005 : The President's Last Bang (그때 그사람들Im Sang-soo) d'Im Sang-soo : Joo, l'agent de la KCIA
- 2006 : A Bloody Aria (en) (구타 유발자들) de Won Shin-yeon : Moon-jae
- 2006 : Solace (en) (사랑할 때 이야기하는 것들) de Byeon Seung-wook : In-goo
- 2013 : The Agent (베를린) de Ryoo Seung-wan : Jeong Jin-soo
- 2013 : My Paparoti (파파로티) de Yoon Jong-chan : Sang-jin
- 2014 : The Royal Tailor (상의원) de Lee Won-suk : Dol-seok
- 2017 : The Prison (프리즌) de Na Hyun : Jeong Ik-ho
- 2019 : Forbidden Dream (천문: 하늘에 묻는다) de Hur Jin-ho : le Roi Sejong

### Télévision

#### Séries télévisées
- 1990 : Our Paradise (우리들의 천국) : Hong-sik (première série)
- 2016-2023 : Dr. Romantic (낭만닥터 김사부) (낭만닥터 김사부) : le professeur Kim Sa-bu / Boo Yong-joo